# The Very Best of Alyssa Milano
Albums de Alyssa Milano
Do You See Me?
The Very Best of Alyssa Milano est le titre de l'album compilation d'Alyssa Milano sorti en 1995.

## Les chansons
| #   | Titre                                                        | Durée |
| --- | ------------------------------------------------------------ | ----- |
| 1.  | "Do You See Me?" (Tom Milano, Charles M. Inouye)             | 4:43  |
| 2.  | "Look In My Heart" (Joey Carbone, Dennis Belfield)           | 3:30  |
| 3.  | "Straight To The Top" (Joey Carbone, Dennis Belfield)        | 3:21  |
| 4.  | "What A Feeling" (Joey Carbone, Dennis Belfield)             | 3:47  |
| 5.  | "I Had A Dream" (Joey Carbone, Dennis Belfield)              | 3:45  |
| 6.  | "Happiness" (Joey Carbone, Tom Milano, Mark Davis)           | 3:41  |
| 7.  | "The Best In The World" (Joey Carbone, Dennis Belfield)      | 4:07  |
| 8.  | "I Love When We're Together" (Joey Carbone, Dennis Belfield) | 3:56  |
| 9.  | "New Sensation" (Joey Carbone, Jeff Carruthers)              | 4:15  |
| 10. | "Do You See Me?" (Tom Milano, Charles M. Inouye)             | 4:43  |